# 翼站
翼站（德語：Flügelbahnhof）指大型火车站中一个相对独立的部分，这一说法在德语圈中较为常用，且很多翼站有独立的车站名称。翼站很多是因铁路车站扩建而产生，因原有建筑在扩建是难以直接扩大，而是选择通过在原有设施旁新建相对独立的部分完成扩建，德国的慕尼黑火车总站和卡尔斯鲁厄火车总站均曾使用这种方式扩建。

在实际操作中，很多存在翼站的大型火车站的主体部分和翼站部分停靠的列车种类也略有不同。比如瑞士的巴塞尔瑞士车站及其翼站巴塞尔法国车站间就是这样的关系，巴塞尔法国车站虽是巴塞尔瑞士车站的一部分，但巴塞尔法国车站与巴塞尔瑞士车站主体部分相对独立，停靠的列车种类也有较大的不同。

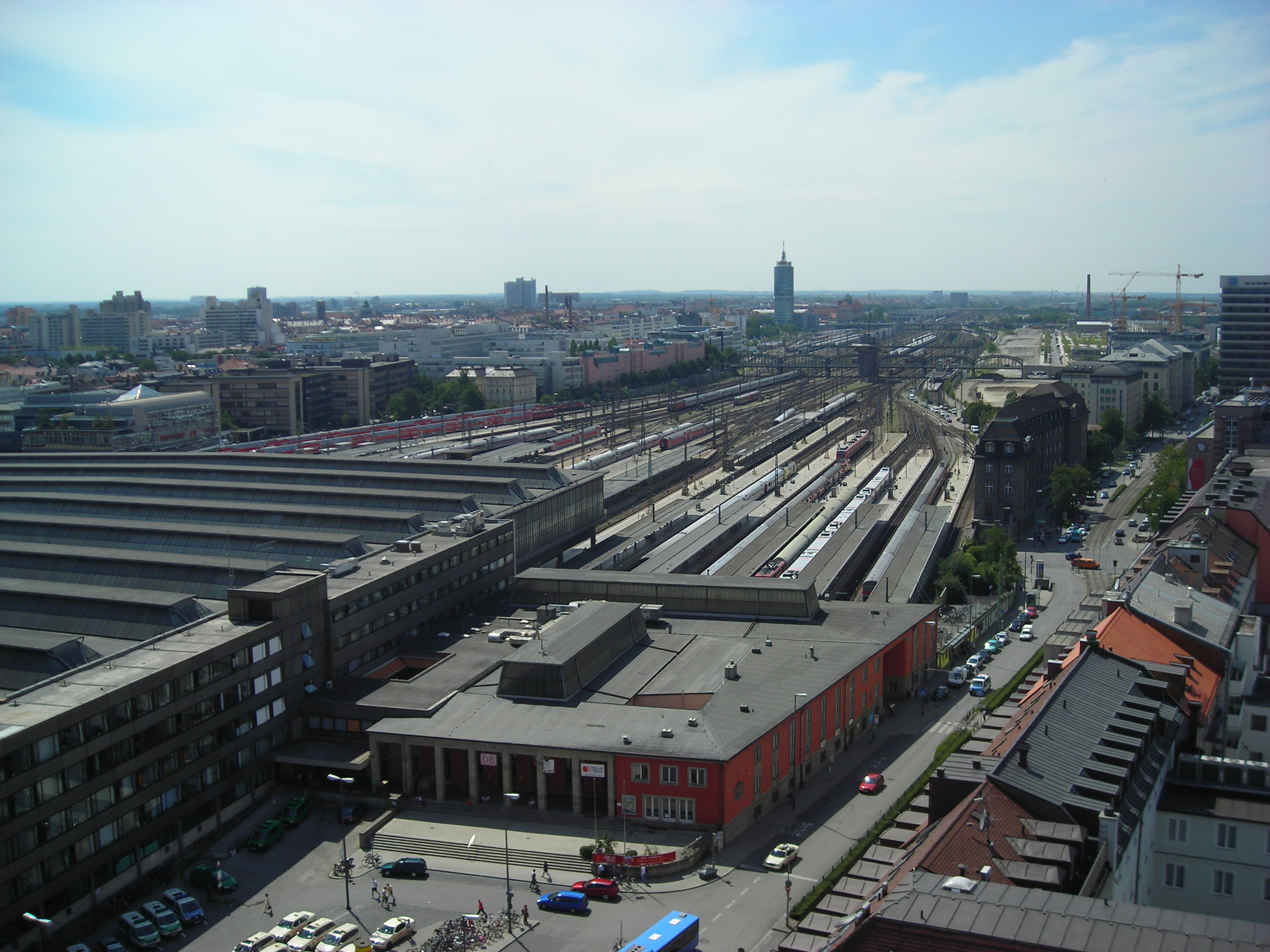
慕尼黑火车总站的主体部分和翼站部分